# CH-47に関連する作品の一覧

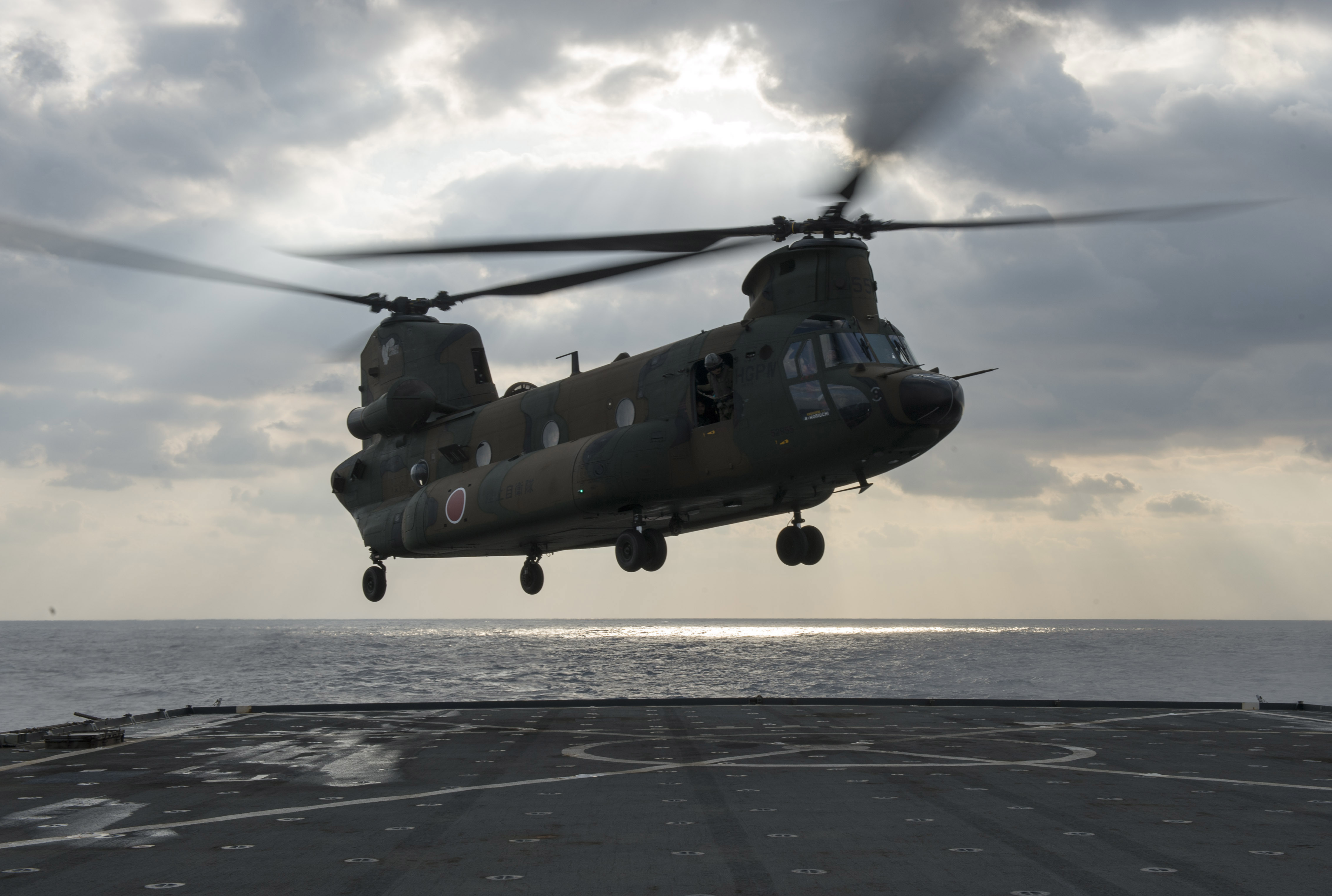
CH-47JA

CH-47に関連する作品の一覧（CH-47にかんれんするさくひんのいちらん）は、アメリカ合衆国のボーイング・バートル社が開発した大型輸送ヘリコプター、CH-47 チヌークおよび、その系列機に関連する作品の一覧である。
CH-47は、その優れた輸送能力から多数の国で主力輸送ヘリコプターとして採用されていることや、災害派遣において物資や避難民の輸送に活躍する姿をテレビなどで見る機会があることから、一般の間でも知名度は比較的高く、登場する作品も多い。

## 映画
『Fukushima 50』
陸上自衛隊のJ型が登場。福島第一原子力発電所事故に伴う原子力災害派遣において、霞目飛行場を拠点として2機が福島第一原子力発電所2号機建屋へ空中から放水を行う。
『TENET テネット』
秘密組織「TENET」の所属機として登場。終盤の戦闘に赴く兵士たちの輸送・回収を行う。
『アーミー・オブ・ザ・デッド』
アメリカ軍所属機が序盤と終盤に登場。序盤ではゾンビの大発生したラスベガス上空を飛行している。3機編隊で市街上空を飛行しているほか、別の1機は機内でゾンビが発生したためかコントロールを失い、ドアガンを乱射しながらオリンパス・ホテルに激突して墜落する。終盤では、低出力核弾頭弾で壊滅させられたラスベガスの近辺に墜落した主人公らのUH-1Hヘリコプターの墜落現場へと飛来する。
『相棒 -劇場版III- 巨大密室! 特命係 絶海の孤島へ』
航空自衛隊のJ(LR)型が登場。特殊作戦群を鳳凰島にピナクル・ランディングで展開させ、その後訓練と称して主人公らを鳳凰島から東京まで輸送する。
『暗殺教室～卒業編～』
J型が登場。殺せんせーに対する「最終ミッション」発動に伴い、椚ヶ丘中学校3年E組校舎を覆う対超生物バリアの周囲に展開。「登校」を目指すE組生徒の攻撃を受けて離陸している。
『ウルトラシリーズ』
『大決戦!超ウルトラ8兄弟』
自衛隊所属機が登場。キングパンドンの襲撃を受けた後の横浜市へと派遣されている。
『シン・ウルトラマン』
陸上自衛隊のJA型が登場する。1機が禍威獣特設対策室（禍特対）の指揮下に入り、ウルトラマンと協力して受領式典会場からベーターボックスを強奪。その後はウルトラマンと巨大メフィラスとの戦いを上空から観測する。
撮影には、第12ヘリコプター隊所属機が使用されている。

『オール・ユー・ニード・イズ・キル』
アメリカ統合防衛軍の輸送ヘリコプターとして登場。対エイリアン奇襲作戦に多数の機体が投入される。
『温泉シャーク』
陸上自衛隊のJA型が登場。「温泉シャーク」が市内を跳梁するS県暑海市から、市民を空路で避難させるべく多数の機体が投入される。
『怪獣大決戦ヤンガリー』
地球防衛軍（UNDA）の輸送ヘリコプターとしてD型が登場。異星人が地球侵略のためにアメリカへ送り込んだヤンガリーを迎撃すべく、架空の特殊部隊「Tフォース」をヤンガリーの出現地点まで輸送し、空挺降下させる。また、ラストシーンでは17機がヤンガリーを無人島へ吊り下げ輸送する。
撮影には韓国陸軍所属機が使用されている。
『ガメラシリーズ』
『大怪獣空中戦 ガメラ対ギャオス』
民間機として登場。富士山の噴火と同時に現れたガメラの総合調査団を乗せて出発するが、「緑色の光」を目撃後、ギャオスの超音波メスで撃墜される。
ミニチュアと胴体部分のセットを組まれて撮影された。横長の大型窓など機体の形状は実機と若干異なる。
『ガメラ対大魔獣ジャイガー』
民間機として登場。下方へのジェット噴射が可能となっている。2機のS-55とともに太平洋上のウエスター島から沖合の貨物船「南海丸」へと石像「悪魔の笛」を吊り下げ空輸するが、その途中でガメラの妨害を受ける。
ミニチュアは『ガメラ対ギャオス』からの流用。
『ガメラ対深海怪獣ジグラ』
民間機として登場。鴨川沖の海底で生死不明の状態に陥ったガメラを調査するバチスカーフを吊り下げ支援する。
ミニチュアは『ガメラ対大魔獣ジャイガー』から引き続き流用。
『ガメラ 大怪獣空中決戦』
陸上自衛隊のJ型が登場。富士山麓で行われる対ガメラ戦の支援に大挙して出動し、三島駅上空を通過していく。
『ガメラ2 レギオン襲来』
陸上自衛隊のJ型が登場。霞目飛行場で仙台市から避難する市民を収容し飛び立っていたが、そこへ巨大レギオンとガメラが出現してしまい、ヒロインの穂波碧などが搭乗する機体が、逃げ遅れたことで2体の戦いに巻き込まれてしまう。
実機とミニチュアを用いて撮影された。
『キカイダー REBOOT』
国防大臣指揮下の特殊部隊のヘリコプターとしてJ型が登場。「保護」目標の光明寺マサルが住む品川区のマンションの屋上まで、大型ロボット「グレイサイキング」を吊り下げ輸送する。
『木更津キャッツアイ ワールドシリーズ』
陸上自衛隊木更津房総駐屯地（架空）所属機としてJA型が登場。新入隊員の訓練が行われる背後で駐機・ホバリングしている。
撮影は、木更津駐屯地の協力のもとで行われている。
『キングコング:髑髏島の巨神』
髑髏島調査部隊のヘリコプターとして、アメリカ陸軍第3強襲ヘリコプター中隊（架空）所属とされるC型が登場。髑髏島にてコングの攻撃を受け、両手で掴まれて僚機のUH-1Hに叩きつけられ撃破される。
『ゴジラシリーズ』
『ゴジラ』
陸上自衛隊所属機としてC型が登場。三原山火口に作られる超音波発信施設の建設地点まで物資を輸送する。
なお、実際に陸上自衛隊が装備するJ/JA型はD型の日本仕様機であり、納入が開始されたのは本作公開の2年後からであるため、この時点では実在しない。そのため、登場するのはミニチュアのみとなっている。
『ゴジラvsビオランテ』
陸上自衛隊のJ型が登場。スーパーX2とともに格納庫内に駐機されている。
『ゴジラvsメカゴジラ』
国連Gフォースの輸送ヘリコプターとしてC型が登場。京都の国立生命科学研究所から小笠原諸島までベビーゴジラを乗せたコンテナを吊り下げ輸送していたが、途中でラドンの襲撃を受け、撃墜される。
『GODZILLA ゴジラ』
アメリカ軍のD型が登場。ムートーの襲撃を受け鉄橋から落下した軍用列車から核ミサイルを回収し、サンフランシスコ沖まで吊り下げ輸送する。その際に負傷した主人公を救助している。
『シン・ゴジラ』
木更津駐屯地所属機などのJ型が登場。多国籍軍によるゴジラへの核攻撃が行われることを受け、東京から疎開する都民を輸送する。
『ゴジラ キング・オブ・モンスターズ』
所属不明機がメキシコのイスラ・デ・マーラにある研究機関「モナーク」の第56前進基地に駐機しているほか、アメリカ軍機が怪獣の襲来に備え避難が進むボストン上空を飛行しており、その後のキングギドラとの戦闘にも参加する。
『ゴジラ迎撃作戦』
プレシアターにJ型が登場。淡路島での「ゴジラ迎撃作戦」実施を受け、淡路島から避難する島民を輸送する。
『ゴジラ・ザ・ライド 大怪獣頂上決戦』
プレショーに防衛軍所属機としてJ型が登場。キングギドラが襲来した所沢市に向け、吊り下げ輸送していた救助用の特殊装甲車を投下する。
なお、舞台となる年代は現実のJ型が配備される以前の1960年代となっている。
『ゴジラvsコング』
米軍機が登場。複数機がV-22やCH-53とともに、タスマン海上の輸送艦隊から南極に築かれた地下空洞への発進基地までコングを吊り下げ輸送する。

『サトラレ TRIBUTE to a SAD GENIUS』
陸上自衛隊のJ型が登場。身延山での飛行機事故発生を受けて出動し、墜落したボーイング 737の事故現場上空へと飛来する。
『屍人荘の殺人』
J型が登場。バイオテロによってゾンビが大量発生した長野県婆可安湖畔へ、救援隊を輸送する。
『シン・仮面ライダー』
陸上自衛隊のJ型が登場。チョウオーグの拠点に突入するも返り討ちにされた政府の実働部隊隊員らを収容したハンガー内にて、数機が駐機されている。
撮影には、第12ヘリコプター隊所属機が使用されている。
『シビル・ウォー アメリカ最後の日』
政府側から離反したカルフォルニア・テキサス両州による連合軍、Westan Force(WF)の第一騎兵師団所属とされる機体が多数登場する。
『新感染半島 ファイナル・ステージ』
国連平和維持軍の所属機が終盤に登場。
『スーサイド・スクワッド』
MH-47Gが登場。タスクフォースXとNavy SEALs隊員たちを乗せてミッドウェイ・シティに向かうも1機が途中で撃墜される。中盤、別の1機がジョーカー一味に強奪されるも駆けつけたMH-60L DAPに撃墜される。
『戦国自衛隊1549』
JA型が登場。主人公の回想にて、かつて主人公が所属していた架空の自衛隊特殊部隊「Fユニット」をヘリボーン訓練の中で輸送する様子が映されている。
小説版では、第三特別実験中隊及びロメオ隊の双方に配備されているが、ロメオ隊所属機は天導衆に地上で爆破され、第三特別実験中隊所属機もロメオ隊脱出時に破壊されたため、中盤以降の出番はない。
『戦慄怪奇ファイル コワすぎ!史上最恐の劇場版』
J型が登場。新宿上空に出現した巨人（鬼神兵）を監視すべく周囲を飛行する。
『デイ・アフター・トゥモロー』
アメリカ軍所属機が登場。終盤にて、UH-60 ブラックホークとともにニューヨークに飛来し、孤立していた避難民を救助する。
『トランスフォーマー/リベンジ』
アメリカ軍のD型が登場。機能停止したオプティマス・プライムを対ディセプティコン特殊部隊「NEST」の基地へ輸送する。
『日本沈没』（2006年版）
航空自衛隊と陸上自衛隊のJ型が登場。航空自衛隊所属機は、房総沖の地球深部探査船群を視察する政府要人が搭乗する。また、入間基地所属機が避難民を輸送する。
陸上自衛隊所属機は、終盤に臨時日本政府として機能するおおすみ型輸送艦「くにさき」などへ政府要人を輸送する。
『ネイビーシールズ: チーム6』
「海神の槍作戦」を実行するDEVGRUを支援するために離陸準備を行う。
『パシフィック・リム』
環太平洋防衛軍（PPDC）の輸送ヘリコプターとしてD型が登場。香港での戦いとグアム沖で行われた「ピットフォール作戦」、および回想シーンにおける東京での戦いの際に、8機1組となって戦闘地帯までイェーガーを吊り下げ輸送している。
『マリと子犬の物語』
JA型が登場。新潟県中越地震の発生を受けて災害派遣で出動し、孤立した山古志村の村民を輸送するほか、主人公とその祖父を、胴体下部中央からホイストを使ってワイヤーを下ろし救助する。しかし、重体である主人公の祖父を緊急搬送するため、主人公が飼う犬を残して飛び去って行く。その後、山古志村の状況確認に向かう際、犬を探す主人公たちを同乗させ現地まで送り届ける。
『マン・オブ・スティール』
アメリカ軍機が登場。スーパーマンが乗っていた宇宙船を基地まで空輸する。
『ムーンフォール』
アメリカ軍機が登場。月を地球に急接近させている存在を無力化するためのEMP兵器「ZX7」と操作要員をヴァンデンバーグ宇宙軍基地に輸送する。また、スペースシャトル打ち上げのために最後までヴァンデンバーグ基地に残っていたスタッフらの退避にも使われるが、月の異常接近で発生した巨大津波に呑みこまれて墜落する。
『メッセージ』
アメリカ軍所属機が登場。モンタナに出現したヘプタポッドの「殻」の側に築かれた野営地へ物資を吊り下げ輸送しているほか、終盤に野営地から撤退する際にも使用される。
『野生の証明』
実物が日本映画初登場。陸上自衛隊奥羽方面隊（架空）所属機とされたB型が、自衛隊の演習を見学する大場議員や和田陸将などを搭乗させ、演習場の上空を飛行する。
上記の『ゴジラ』と同様に、本作が公開された当時の陸上自衛隊はCH-47系列の機体を採用しておらず、そのため撮影に使用されたのはアメリカ合衆国のカリフォルニア州軍所属機であり、撮影にあたって陸上自衛隊仕様の塗装を施されている。
『リターナー』
チャイニーズマフィア「劉グループ」が所有する機体として登場。ダグラの宇宙船が運び込まれた、劉グループが所有する直江津沖のオイルリグまで、総帥である劉老板らを輸送する。
『ローン・サバイバー』
アメリカ陸軍のF型が登場。主人公をはじめとするNavy SEALs隊員たちを現地へ輸送しリペリング降下させ、その後、タリバンに襲撃される主人公たちの救援に即応部隊を乗せた2機が向かうが、1機はタリバンが発射したRPG-7で撃墜されてしまい、もう1機は激しい銃撃を受けて離脱を余儀なくされる。
なお、機内シーンの撮影で使用されているのはF型以前の機体である。
『ロスト・ワールド/ジュラシック・パーク』
インジェン社の所有機として民間型が登場。ルドロー率いる恐竜ハンター達が乗る車両を吊り下げ、イスラ・ソルナ島まで輸送する。

## テレビドラマ・オリジナルビデオ
『CHANGE』
第5話に航空自衛隊のJ型が登場。朝倉首相が静岡県で発生した竜巻災害の被災地に向かう際に、入間基地の機体が使用される。
『SFX巨人伝説ライン』
陸上自衛隊のJ型が登場。第7話では、鹿島港から上陸してくるゴロマキングを迎撃に向かう都市型対怪獣駆逐精鋭部隊「SAM」を現地まで輸送する。第11話では、富士絶対防衛線での対バグズン迎撃戦に参加。第13話では、侵攻するレッドコングを迎撃すべく出動する。
『THE DAYS』
第8話に陸上自衛隊第104飛行隊所属のJ型2機が登場。福島第一原子力発電所事故発生に伴う、福島第一原子力発電所3号機建屋への空中からの放水が描写されている。
『THE LAST OF US』
第1話に米軍所属機と思しき機体が登場。パンデミック発生直後、異変に気がつき自宅の外に出たサラの上空を1機が通過していく。
『相棒』
シーズン7第8話に陸上自衛隊所属機が登場。バイオテロに備えて袖ヶ浦基地（架空）から市ヶ谷駐屯地まで物資を輸送していた機体が、犯人の位置を特定する手がかりとなる。主人公の杉下右京は自分の推理を解説する中でタンデムローター式までしか当てていないが、角田課長の話で当機であると判明する。
『今、私たちの学校は…』
エピソード5に韓国軍所属機らしき機体が登場。謎の感染症の蔓延により戒厳令の布告されたヒョサン市上空を数機が飛行しており、空挺兵あるいは何らかの物資をパラシュートで投下している。
『ヴィジュアル・バンディッツ』
第1話に陸上自衛隊のJ型が登場。巨大生物出現を受けて群馬県山間部に災害派遣として展開した部隊に含まれている。
『衝撃の瞬間』
第6シリーズ第9話「チヌーク空軍ヘリ墜落事故」に登場。1994年6月2日にイギリス空軍のチヌーク HC.2が起こした1994 Scotland RAF Chinook crashを題材としている。
『シン・ウルトラファイト』
第3話（TI1）にJA型が登場。登場シーンを含む映画『シン・ウルトラマン』のメフィラス戦の映像が、ナレーションを付与された上で再構成されている。
『星間特捜アサルトライザー』
第1話に陸上自衛隊のJ型が登場。ドドゴが名古屋に襲来したことを受けて出動する部隊に含まれている。
『空飛ぶ広報室』
J(LR)型が登場。第1話では、入間ヘリコプター空輸隊所属機が百里基地にて架空のテレビドラマ『報道記者、走る!』の撮影に協力する。第11話では、東日本大震災に伴う災害派遣において、松島基地を拠点に活動する模様が描写される。
『日本沈没-希望のひと-』
第5話に自衛隊機が名称のみ登場。関東沿岸部沈没の後、予測される関東沈没の第2波に備えた避難民輸送に50機が投入されている。
『フィアー・ザ・ウォーキング・デッド』
第1シーズン第3話に登場。ロサンゼルス市が州兵に封鎖される直前、主人公らの上空を2機が通過していく。

## アニメ・漫画
『FUTURE WAR 198X年』
C型が登場。ワルシャワ条約機構軍との戦いに戦闘員を空輸する。
『HELLSING』
ミレニアム大隊に占領された空母「イーグル」の調査・奪還を行うSASをイギリス空軍所属の2機が輸送するが、降下前にヘップバーンによる狙撃を受け撃墜される。その後は第九次空中機動十字軍の輸送ヘリコプターとして登場。ロンドン侵攻の際に使用する。
『SPY×FAMILY』
アニメ第5話に登場。ニューストン城に西国情報局諜報員を輸送する。
『アイアムアヒーロー』
漫画・映画版に自衛隊のJ型が登場。第2巻にて、ZQNの対処に出動し、主人公が訪れた恋人のモルタルアパートの上空を6機が通過していく。
映画版では、主人公の仕事場の上空を4機が編隊で通過する。
『アキハバラ電脳組』
テレビアニメ版第23話に登場。千代田区上空に突如出現した飛行物体に対し、治安維持のため出動する。
『異世界スーサイド・スクワッド』
A.R.G.U.S所属機が登場。第1話ではハーレイ・クインらスーサイド・スクワッドを「ISEKAI」に送り込む際に使用されるが、「ISEKAI」到着直後に墜落する。第5話ではリック・フラッグら先遣隊が使用した機体が登場。スーサイド・スクワッドが武器弾薬を求めて訪れるが、放置されている間にドラゴンが営巣したことで本機周辺で戦闘が行われる。ドラゴン撃破後はピースメイカーが復旧を試みるも修理不可能と判断され廃棄される。
『代紋TAKE2』
江原慎吾に雇われた傭兵達を制圧するため、東京に73式小型トラックと自衛隊員を輸送する。
『終わりのセラフ』
吸血鬼が輸送に使用。
『崖の上のポニョ』
D型が登場。水没した宗助の街で救助活動を行うべく登場する。
『機動警察パトレイバー』
初期OVAシリーズ第5話・第6話に登場。自衛隊決起部隊の普通科部隊を東京都内各所に展開させている。また、決起部隊にシージャックされたフェリー「さふらわあ」の上空まで、2機1組になってイングラム1号機を吊り下げ輸送する。
『機動警察パトレイバー 2 the Movie』
陸上自衛隊の輸送ヘリとして、エンジンの4発化や各種電子装備のシステムアップ、胴体後部に小型車両を搭載可能な格納庫の追加などを行った架空の改良型「CH-47J チヌーク改」が登場。治安出動する普通科部隊を輸送するため、首都圏各地に展開する。登場した機体のコールサインは「オオトリ」。
『WXIII 機動警察パトレイバー』
チヌーク改が登場。廃棄物13号の焼却処分を行う部隊を搭乗させて、ヘルハウンド2機とともに新海埋め立て地のスタジアムへと飛来する。

『金田一37歳の事件簿』
陸上自衛隊のJ型が登場。漫画「歌島リゾート殺人事件」解決篇の終盤にて明智健悟が台風の中では警察用ヘリでは出せない為、悪天候でも運用できる自衛隊のヘリで駆け付けた。
『クレヨンしんちゃん 爆発!温泉わくわく大決戦』
陸上自衛隊のJ型が登場。風呂嫌いテロ組織「YUZAME」の巨大ロボットが接近してきたことを受けて住民の避難が行われている春日部市の上空を飛行する。
『最臭兵器』
陸上自衛隊のJ型が登場。臭気のガスを放ちながら東京へ向かう主人公を迎撃すべく出動する部隊に混じっているが、攻撃シーンは無い。
『最終兵器彼女』
学校に着陸するシーンがある。
映画版にも陸上自衛隊のJ型が登場。敵側各国軍との戦闘による負傷者が収容されたハンガーに駐機されている。その後は、最終兵器へ改造された少女・ちせに重篤なシステムエラーが確認されたことを受け、主人公・シュウとともに北海道内で逃避行を続けていたちせを回収するが、共に搭乗したシュウが機内で乱闘を起こした際に飛行姿勢を崩し、シュウの落下とちせの出奔を許す。
『サマーウォーズ』
陸上自衛隊のJ型が登場。人工知能「ラブマシーン」が引き起こした混乱の中、2機が学校の校庭に着陸し、患者の搬送を行う。
『終末トレインどこへいく?』
第4、5、12話にJ(LR)型が登場。稲荷山公園駅付近の航空自衛隊基地に配備されていた機体で、異変によって街や基地、人員ともども異常に小さくなってしまっている。静留と玲実をローターに磔し、回転させて尋問に用いられた。その後基地に侵入した静留と玲実を空中から監視したほか、街が「ボス」の支配から解放された後は、異変後に広大化してしまった狭山湖の無人島へ「ボス」を追放すべく、「ボス」を吊り下げ輸送した。
その後に「ボス」がポイズン・ポンタローの援護のため舞い戻ってきた際は、吊り下げられた椅子に「ボス」が座った状態で現れるが、「ボス」が玲実のフルスイングで叩き落された際にコントロールを失う。
オープニングにもシルエットのみ登場する。
『セキレイ』
MBIの輸送ヘリとして登場。
『太陽の黙示録』
北日本（ノースエリア）陸上自衛隊の輸送ヘリとしてJ型が登場。南日本（サウスエリア）海峡区へ侵攻する空挺部隊を輸送するが、南日本国防軍の放った迎撃ミサイルにより一部が撃墜される。
『地球の放課後』
自衛隊のJ型が登場。杉並区に災害派遣された第1戦車大隊への機材支援のため、杉並区内の小学校校庭に着陸しているが、大半の人類が「ファントム」により消されたことで校庭内にそのまま放置されていた。
『沈黙の艦隊』
陸上自衛隊のJ型が登場。アメリカ海軍から攻撃を受ける浮きドック「サザンクロス」から脱出する乗員たちを救助する。
『東京マグニチュード8.0』
第3話にJA型が登場。被災者を輸送するため、地震発生2日目にお台場上空を通過して東京へ向かう。
『ドキドキ!プリキュア』
第47話と第48話に四葉財閥の保有機として登場。五星財閥のCH-53 シースタリオンとともに、キングジコチューの襲撃を受けた大貝町からの避難民を輸送する。
『日本沈没』
一色登希彦の漫画版に、陸上自衛隊のJ型が登場。緒形総理が熊本城への移動に使用するほか、救助活動や要人・難民の輸送に度々登場する。
『ニンジャラ』
？？？が輸送に使用。
『ポケットモンスター』
『ポケットモンスター ミュウツー! 我ハココニ在リ』
ロケット団の輸送ヘリコプターとして登場。
『ポケットモンスター アドバンスジェネレーション』
アクア団の輸送ヘリコプターとして登場。
『迷い猫オーバーラン!』
梅ノ森家の私用ヘリコプターとして登場。
『メダロット』
ロボロボ団が隊員輸送に使用する。
『リトルコップ』
警視庁の輸送ヘリコプターとして登場。「影の軍隊」殲滅作戦において、輸送任務を行う。

## 小説
『MM9』
第2巻に陸上自衛隊のJ型が登場。ヒメを霞ヶ浦駐屯地から北海道へ空輸していた途中、土浦市上空でガラスネークの襲撃を受け、撃墜される。
『海の底』
自衛隊機が登場。レガリスの襲撃から市民を避難させるために使用された。
『官邸襲撃』
高嶋哲夫の小説。米軍の特殊作戦仕様のMH-47が登場（出版時期からして恐らくMH-47G）。テロリストに占拠された日本の首相官邸にネイビーシールズ隊員らを突入させるため、2機が首相官邸に飛来する。1機はテロリストが発射したスティンガーミサイルをフレアで回避するが、テロリストが無誘導でフレアの影響を受けないSMAW ロケットランチャーに攻撃を切り替えたことで撃墜された。もう1機も官邸屋上に墜落する。
『ゲート 自衛隊 彼の地にて、斯く戦えり』
小説・漫画・アニメ版に異世界「特地」へ派遣された自衛隊の装備として登場。漫画版では、最新式のJA型国際派遣任務対応仕様が登場している。
『ゴルゴタ』
深見真の小説。序盤に第1ヘリコプター団所属のJ型が登場。石川県に北朝鮮の工作員らが上陸したことを受け、特殊作戦群を石川県に輸送する。
『ゼロの迎撃』
第1輸送ヘリコプター群所属機が登場。特殊作戦群2個中隊を7機で輸送していたが、北朝鮮特殊部隊による地対空ミサイル攻撃を受けて全機が撃墜されてしまう。
『宣戦布告』
小説・映画版に陸上自衛隊のJ型が登場。敦賀半島で北朝鮮特殊部隊と戦闘を行う普通科小隊の後方へ空挺レンジャー隊を輸送し、リペリング降下させる。
『空飛ぶ広報室』
航空自衛隊所属機が登場。劇中でのテレビドラマ撮影に協力する。
『東京×異世界戦争 自衛隊、異界生物を迎撃せよ』
陸上自衛隊のJA型が登場。異界生物に襲撃されていた聖バジル国際病院に第1空挺団を輸送してリペリング降下させるほか、終盤では有明に派遣された特殊作戦群を回収する。
『日本北朝鮮戦争 竹島沖大空海戦』
航空自衛隊所属機が登場。陸上自衛隊敦賀原発防衛部隊に食料を届けるために敦賀原発敷地内に着陸する。しかし、その後襲ってきた北朝鮮工作員によるロケットランチャーの至近弾を受けてローターが折れ曲がり、飛行不能になってしまう。
『日本国召喚』
陸上自衛隊第1ヘリコプター団所属のJA型が登場。AH-1Sとともにロウリア軍騎馬隊に襲撃されている避難民を救助するほか、ロウリア王城に飛来して警視庁SATと第1空挺団の隊員のヘリボーンを行う。漫画版では前述した避難民救助の場面でJ型が代わりに登場する。
『ピノキオ急襲』
JA型が登場。架空の自衛隊特殊部隊「サイレント・コア」と軽装甲機動車を輸送するほか、中盤に撃墜されたUH-60JAの乗員の遺体を収容する。
『富士山噴火』
高嶋哲夫の小説。陸上自衛隊のJA型が登場。富士山噴火を受けて多数が避難民救助に投入される。エンジンには火山灰への対策として、技術研究本部が極秘開発中だったフィルターを急遽搭載している。
『黙示の島』
自衛隊所属機が登場。終盤、西部方面普通科連隊に所属する特殊化学防護小隊と国立感染症研究所の研究者・医者を乗せ、住民が殺し合うなどの緊急事態に陥った鼎島（かなえじま）に編隊で飛来する。
『ルーントルーパーズ 自衛隊漂流戦記』
異世界へ飛ばされた自衛隊の装備として、JA型が登場。異世界の兵士たちの襲撃により孤立していた、主人公が率いる普通科小隊の救援に飛来する。その後も輸送に際して度々登場する。

## ゲーム
『ARMA 2』
独立拡張パック"Operation Arrowhead"に登場。プレイヤーやAIが操作可能。
『Operation Flashpoint: Cold War Crisis』
アメリカ軍陣営で使用可能な輸送ヘリコプターとしてD型が登場。
『Project Reality（BF2）』
8人乗りの輸送機としてイギリス軍版は「HC.2 Chinook」、カナダ軍・フランス軍版は「CH-147 Chinook」、オランダ軍版は「CH-47D Chinook」の名称で登場する。陣営によって武装の有り無しが変わる。
『SIREN2』
夜見島に墜落した陸上自衛隊の輸送ヘリコプターという設定でJ型が登場。ゲーム中には登場しないが、SIREN2公式サイトのマテリアルで確認できる。また、ゲーム内アーカイブのNo.020にて、墜落する際の無線を聞くことができる。
『THE 大美人』
第3話に自衛隊のJ型が登場。巨大化した双葉理保を沖縄県皆古島から東京まで4機1組で吊り下げ輸送中、未確認飛行物体の襲撃を受ける。
『Wargame Red Dragon』
NATO陣営のアメリカ軍デッキで使用可能なヘリコプターとして、C型が「CH-47C SUPER CHINOOK」の名称で登場する。
『WarRock』
8人乗りで異常なまでの耐久力を持ち、2-8番席ではパラシュート降下が可能。ドアガンとしてM60機関銃を装備している。
『World in Conflict』
NATO軍の支援要請で車両を配備する時にのみ出現。
『エースコンバットシリーズ』
『エースコンバット04』以降の作品を中心に、味方機や敵機として登場（いずれもプレイヤー機としては使用不可）。
『ガングリフォンシリーズ』
『ガングリフォンI』『ガングリフォンII』
上記作品にプレイヤー機であるHIGH-MACSへ弾薬を補給するための輸送ヘリとして登場。

『ゴーストリコン アドバンスウォーファイター2』
メキシコ軍の輸送ヘリとして登場。
『コール オブ デューティシリーズ』
『CoD:BO』
マルチプレイにて救援物資を投下する際に登場。
『CoD:BO2』
ウッズの回想に登場。

『大戦略シリーズ』
採用各国で登場。
『バイオハザードシリーズ』
『アウトブレイク FILE2』などの作品に登場。『バイオハザード6』でも登場するが、ジェイク編ではウスタナクや敵攻撃ヘリとの戦闘の舞台となり、後部の機銃などを用いて戦う。
『バトルフィールド2 モダンコンバット』
キャンペーンの一部ステージの格納庫内に駐機してある。
『マーセナリーズ』
国連軍の車両輸送ヘリとしてM134 ミニガンで武装した機体が登場。プレイヤーは搭乗不可。
『メダル・オブ・オナーシリーズ』
『メダル・オブ・オナー』
第75レンジャー連隊所属機が登場。主に輸送を行い、プレイヤーは搭載機銃を使用することができる。
『メダル・オブ・オナー ウォーファイター』
人質救出に使用した複合艇を吊り上げる際に登場。

## その他映像作品
『RIVER』
MVにJ(LR)型が登場。AKB48のメンバーらが駐機中の機体の前でダンスパフォーマンスを見せる他、飛行シーンや機内に搭乗するシーンも収められている。
撮影には、入間ヘリコプター空輸隊所属機が用いられている。
『Unbreakable Wings』
MVにJ(LR)型が登場。ハンガー内で駐機中の機体が、FATE GEARのメンバーによるパフォーマンスの背景として用いられている。
撮影には、入間ヘリコプター空輸隊所属機が用いられている。
『気になるあいつは怪獣少年』
MVにJA型あるいはJ(LR)型が登場。バニライーターが出現した小学校の上空に展開する。